# Distribuidor La Marga-La Albericia
El distribuidor La Marga-La Albericia (S-21), también conocido simplemente como distribuidor de La Marga, es una autovía urbana que comunica el sur con el norte de la ciudad de Santander, en Cantabria (España). Su recorrido consta de 1,3 kilómetros en los que une el parque de La Marga con La Albericia, a través de un falso túnel, un paso inferior y una rotonda en cada uno de sus extremos.
Su inicio tiene lugar en la glorieta de La Marga, donde se une a la autovía S-10, y llega al barrio de La Albericia, donde enlaza con la glorieta de Emilio Díaz-Caneja. Junto con la S-10, es la principal vía de acceso a la capital cántabra.
Fue abierta entre los años 2003 y 2012. El primer tramo, que une la S-10 con la N-623, fue inaugurado en 2003 como enlace de La Marga. Posteriormente se prolongó hasta la N-611 entre finales del año 2004 y principios de 2005. El último tramo se completó con el nuevo paso inferior y el falso túnel, inaugurado en el año 2012.

## Tramos
| Denominación | Tramo                                                       | Año servicio                                       | Longitud (km) |
| ------------ | ----------------------------------------------------------- | -------------------------------------------------- | ------------- |
| S-21         | S-10 La Marga - Glorieta de Candina                         | 2003                                               | 0,2           |
| S-21         | Glorieta de Candina - Glorieta de Eduardo García            | Apertura provisional: 2004 Apertura completa: 2005 | 0,3           |
| S-21         | Glorieta de Eduardo García - Glorieta de Emilio Díaz-Caneja | 2012                                               | 0,7           |